# Мэнцы
Мэнцы (мэн. Ny Manninee) — народ, преобладающая этническая группа на острове Мэн. Являются кельтским народом, однако в разные периоды своей истории испытали значительное влияние со стороны скандинавов и англичан. Общая численность на острове Мэн — порядка 47 тысяч человек, существуют также крупные диаспоры в нескольких государствах. Большая часть современных мэнцев говорит на английском языке, при этом предпринимаются попытки возрождения кельтского мэнского языка.

## История

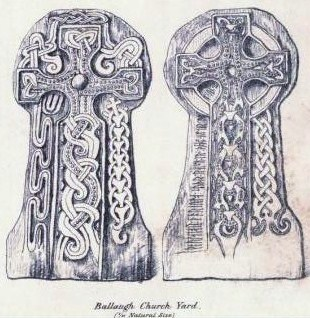
Найденные на острове Мэн рунические камни с кельтским крестом

Заселение острова Мэн произошло вскоре после завершения последнего Ледникового периода. Кельты расселились на острове незадолго до того, как Британия была завоёвана армией Римской империи. Сам остров Мэн римлянами завоёван не был. Приблизительно в V или VI веке на Мэн стали переселяться кельты из Ирландии, и прежнее население, по-видимому, смешалось с ними. К этому же времени претерпел изменения мэнский язык, который до сих пор ближе к ирландскому гэльскому, нежели, например, к валлийскому. В конце VIII века в результате битвы под Скухилом остров был захвачен викингами, которые впоследствии использовали его как базу для своих набегов на окрестные земли. Викингами было основано Королевство островов, включавшее в себя не только Мэн, но и различные острова Шотландии на западном и северном побережье. Главным городом острова в тот период был Каслтаун. Викингами также был создан тинвальд — орган управления, существующий на острове по сей день. К XIII веку сформировался мэнский гэльский язык.
В 1266 году норвежский король Магнус VI Лагабете уступил остров Мэн Шотландии. В ходе войн между Шотландией и Англией остров несколько раз переходил из рук в руки, пока в итоге не оказался к концу XIV века под властью англичан. Управление островом было отдано клану Монтакут. По данным на 1764 год, на острове Мэн насчитывалось около 20 тысяч жителей, большинство из которых понимало английский язык. Британская королевская семья выкупила остров в 1765 году, однако он не стал частью Великобритании, а был превращён в коронную колонию. В 1866 году Мэн получил статус коронной земли и частичное самоуправление. К XX веку продолжавшийся длительное время выход из употребления мэнского языка привёл к почти полному его исчезновению. В 1874 году на мэнском говорило около 30 % населения, тогда как в 1921 — уже только 1,1 %.

## Численность

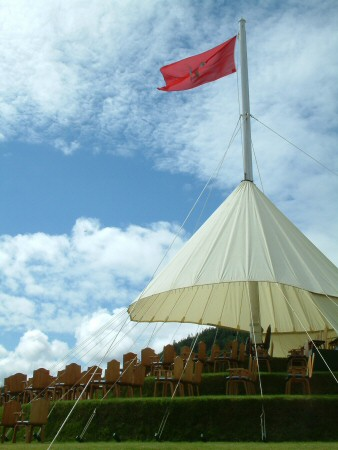
Раз в год тинвальд собирается на первом (по преданию) месте своего сбора.

По данным переписи 2006 года, на острове Мэн проживало 80 058 жителей, 47,6 % из которых родились на нём. Во время этой последней переписи мэнцам не было предоставлено возможности выбора своей этнической принадлежности при ответе на соответствующий вопрос в бюллетенях, и в итоге все они были записаны как «британцы». По итогам переписи 1981 года 73 % жителей, то есть 47 тысяч человек, идентифицировали себя как мэнцы. На острове Мэн имеется несколько националистических организаций, таких как «Мек Ваннин», выступающих за большую автономию или даже полную независимость для Мэна.

## Миграции
На протяжении своей истории мэнский народ менялся, особенно диаспоры, возникшие в британских колониях, вследствие чего многие потомки мэнцев, проживающие там, идентифицируют себя как британцы. Например, в Канаде большинство людей с мэнскими корнями на вопрос о своём этническом происхождении ответили, что считают себя британцами.
Мэнские эмигранты впервые прибыли в Северную Америку в XVII веке. Самым известным из них в тот период был Майлс Стэндиш — один из военных предводителей первых переселенцев. Самой популярной территорией для миграции у мэнцев стали земли Огайо, и в Кливленде, по данным переписи 1848 года, проживало 194 уроженца острова Мэн. По состоянию на 1880 год в США проживало в общей сложности 2043 уроженца острова. Мэнцы эмигрировали также в Канаду — в Онтарио и Британскую Колумбию.
Кроме того, наблюдалась и крупная миграция мэнцев в Англию. Популярными английскими городами для миграции у мэнцев были Ливерпуль, Барроу и Борнмут, а также Лондон. Самые крупные мэнские диаспоры сложились в Ливерпуле и Лондоне. Мэнские мигранты большей частью работали на угольных шахтах и в портах.

## Культура
Мэнская культура представляет собой синтез кельтских и скандинавских традиций. Согласно мэнской мифологии, островом некогда правил бог моря Мананнан, от имени которого Мэн, как считается, и получил своё название. Другими известными персонажами местного фольклора являются Бугган, дух, обитающий, согласно поверьям, близ церкви св. Триниана, и Маут Доу, пёс-призрак, якобы обитающий в замке Пил неподалёку. Истории о призрачных собаках распространены также в Англии и Шотландии. Некоторые легенды острова Мэн связаны с прибытием короля Артура на Авалон.
Большая часть верующих мэнцев принадлежит к англиканской церкви, а местная епархия основана в 1154 году. Методистская церковь насчитывает на острове почти столько же прихожан, сколько англиканская. Кроме того, на острове есть небольшое количество других протестантских церквей.
Море всегда было основой традиционных промыслов жителей острова. Рыболовство на протяжении веков являлось самой важной составляющей экономики Мэна. По данным на 1883 год, каждый пятый мэнец зарабатывал на жизнь рыбной ловлей, а каждый четвёртый имел доход, косвенно зависимый от неё. В связи со значением рыболовства на острове развились сопутствующие промыслы, такие как строительство лодок, производство сетей и парусов, переработка и консервирование рыбы.

## Известные представители
- Энтони Куэйл — британский актер кино и режиссёр (ум. 1989), известный по фильмам «Пушки острова Наварон» (1961), «Лоуренс Аравийский» (1962), «Падение Римской империи» (1964), «Восточный Судан» (1964), «Орёл приземлился» (1976) и др.
- Саманта Джейн Баркс (Samantha Jane Barks) — британская актриса и певица (род. 1990).
- Лаура, Никола и Элисон Кримминс (Laura, Nicola and Alison Crimmins) — ирландские модели-тройняшки[18].